# Фикрет Абдић
Фикрет Абдић — Бабо (Велика Кладуша, Краљевина Југославија, 29. септембар 1939) босанскохерцеговачки је предратни привредник, политичар и актуелни начелник општине Велика Кладуша.

## Биографија
Рођен је у селу Доња Видовска, поред Велике Кладуше, као треће дете (од једанаесторо), родитеља Хашима и Злате Абдић. Иако је Фикретов отац приступио партизанима тек крајем Другог светског рата, то је и те како имало утицаја на Фикретов политички став и поглед на свет. Дипломирао је агрономију и постао директор предузећа „Агрокомерц“ из Велике Кладуше. Због наводног издавања меница без покрића крајем осамдесетих година 20. века је ухапшен. Афера је потресла не само БиХ, него и читаву тадашњу Југославију. У њој су између осталих учествовали и Љубљанска банка, као и браћа Хамдија и Хакија Поздерац. Иако је добио највише гласова као кандидат за муслиманског члана председништва Републике Босне и Херцеговине, повукао се и уступио место Алији Изетбеговићу.

### Период распада Југославије
На општим изборима у БиХ 1990. је био првопласирани на председничким изборима са скоро 200.000 гласова више од колеге из странке Алије Изетбеговића, али је напослетку Изетбеговић постао председник председништва.
Био је политичар у време рата у Босни и Херцеговини. Године 1993. објавио је најкраћу псеудорепублику на терену у бившој Југославији, на граници са Српском Крајином под називом Аутономна Покрајина Западна Босна (АПЗБ). Као седиште АПЗБ је била Велика Кладуша, а планови су били да АПЗБ покрије читаву територију познатију као Бихаћки џеп која је укључивала општине Цазин и Бихаћ. Те исте године Фикрет Абдић је потписао споразуме са Србима (22. октобар 1993) и Хрватима (14. септембар 1993) за које је тврдио да су урађени са намером да спасу муслимански народ. Са 5. корпусом Армије Босне и Херцеговине, која је била лојална влади у Сарајеву, сукоби су избили 1993. године и они остају запамћени као једини унутар-национални сукоби на подручју бивше СФРЈ.

### Послератни период
Убрзо након завршетка сукоба у Босни и Херцеговини, Фикрет Абдић се настанио у Хрватској (у Опатији) где се почео бавити предузетништвом. Суд у Бихаћу је осудио Абдића за смрт 121 цивила и тројице ратних заробљеника те рањавања више од 400 особа у региону. После овог догађаја, хрватски суд у Карловцу је осудио Абдића на 20 година затвора наводећи планирања и организацију логора и прихватних центара у великокладушкој општини. Године 2005. у Врховном суду Хрватске разматрана је жалба на пресуду, која је на крају смањена на 15 година. Из затвора је пуштен 9. марта 2012. По повратку у Велику Кладушу дочекан је са овацијама око хиљаду грађана.